# Regionalflughafen Huron

i8
i11
i13
Der Huron Regional Airport (IATA-Code: HON, ICAO-Code: KPGA) ist ein öffentlicher Flughafen, nordwestlich von Huron im Beadle County, South Dakota, in den Vereinigten Staaten.

## Flughafendaten
Er hat zwei Betonpisten: eine mit 2195 m Länge und 30 m Breite und eine mit 1524 m Länge und 23 m Breite. Die Fläche des Flughafens beträgt 500 ha. Die Seehöhe beträgt 393 m.

## Geschichte
Der Flughafen wurde im Dezember 1937 eröffnet.
Linienflüge in Huron begannen in den 1930er Jahren und wurden von Tri-State Airlines (die zu Mid-Continent Airlines wurde, einem Vorgänger von Braniff International Airways) und auch von Inland Air Lines (einem Vorgänger von Western Airlines) durchgeführt. Im Jahr 1948 hatte Western Douglas DC-3 in Huron eine Zwischenlandung auf einer Route mit mehreren Zwischenstopps zwischen Denver und Minneapolis/St. Paul. Bis 1956 war der Flughafen Teil einer Multistop-Route, die Western mit Convair CV-240 zwischen Los Angeles und Minneapolis/St. Paul flog und bediente mit diesem Flug auch Las Vegas und Salt Lake City. Im Jahr 1958 bediente Braniff Huron mit einem täglichen Multistop-DC-3-Flug zwischen Minneapolis/St. Paul und St. Louis mit Omaha und Kansas City. Im Jahr 1964 betrieb Western größere viermotorige Propellerflugzeuge vom Typ Douglas DC-6 auf einem Multistopp-Dienst zwischen Salt Lake City und Minneapolis/St. Paul. Braniff zog sich 1959 aus Huron zurück und Western zog sich Anfang 1965 zurück.
DC-3 der North Central Airlines kamen um 1959 in Huron an. Im Jahr 1962 verfügte der Flughafen über eine Art internationalen Service, da North Central einen täglichen DC-3-Flug mit der Route Regina, Saskatchewan, Kanada – Minot – Bismarck, North Dakota durchführte. Mandan, North Dakota – Aberdeen, South Dakota – Huron – Mitchell, South Dakota – Sioux Falls, South Dakota – Sioux City, Iowa – Omaha. Im Jahr 1965 bediente North Central Huron mit Convair CV-440 und 1967 mit Convair 580. Bis 1972 wurden alle North Central-Flüge ab Huron mit Convair CV-580 durchgeführt. 1979 fusionierte North Central mit Southern Airways und gründete Republic Airlines (1979–1986), die Huron bis Ende 1981 weiterhin mit Convair 580 bediente. Republic wurde 1986 von Northwest Airlines übernommen und mit dieser fusioniert.
Im Jahr 1981 flog Northern Airlines, eine Zubringerfluggesellschaft, von Huron nach Minneapolis/St. Paul, Sioux Falls, Rapid City und Pierre, South Dakota.
Bis 1982 betrieb Mesaba Aviation als unabhängige Zubringerfluggesellschaft einen direkten One-Stop-Flug nach Minneapolis/St. Paul über entweder Brookings, South Dakota oder Mitchell, South Dakota mit Beechcraft Model 99. Mesaba wurde dann eine Tochtergesellschaft von Northwest Airlink und betrieb im Auftrag von Northwest Airlines Code-Sharing-Dienste nach Minneapolis/St. Paul Mitte der 1980er Jahre. Gemäß den Fahrplänen von Northwest Airlines ist der von Mesaba betriebene Northwest Airlink-Dienst nach Minneapolis/St. Paul mit Fairchild Swearingen Metroliner hielt bis 1990, wurde jedoch Anfang 1991 eingestellt.
Nach der Einstellung des Dienstes durch Mesaba Aviation, die als Northwest Airlink operierte, betrieb die unabhängige Zubringerfluggesellschaft GP Express Airlines Anfang der 1990er Jahre einen direkten Flug mit Beechcraft 1900 nach Minneapolis/St. Paul über einen Zwischenstopp in Brookings oder Mitchell.
Bis zum Frühjahr 2005 betrieb Air Midwest, eine Abteilung von Mesa Airlines, einen direkten One-Stop-Flug von Omaha über Brookings mit Pendlerflugzeugen des Typs Beechcraft 1900.
Great Lakes Airlines flog ab 2006 nach Denver und von 2013 bis 2016 nach Denver und Minneapolis.
Seit 2016 gibt es keinen Linienbetrieb am Huron Regional Airport.

## Flugbetrieb
Im  selben Jahr fanden 12.200 Flugbewegungen statt, davon 5.000 lokale Bewegungen, 7.000 Zwischenlandungen und 200 militärische Flüge. In diesem Jahr waren hier 26 einmotorige und 3 zweimotorige Flugzeuge sowie 2 Jetflugzeuge stationiert.